# Jennie Johansson
Pour les articles homonymes, voir Johansson.
Jennie Johansson, née le 15 juin 1988, est une nageuse suédoise spécialiste de la brasse. En 2015, elle remporte le titre mondial du 50 mètres brasse. Elle est sept fois médaillée en individuel aux Championnats d'Europe, remportant le titre en 2016 sur le 50 mètres brasse. Sélectionnée pour les Jeux olympiques de Londres 2012, elle atteint les demi-finales du 100 m brasse, mais est éliminée avec le dixième temps.

## Palmarès

### Championnats du monde
Grand bassin
- Championnats du monde 2015 à Kazan ( Russie) :
  -  Médaille d'or du 50 m brasse.
  -  Médaille d'argent au titre du relais 4 × 100 m quatre nages.

### Championnats d'Europe
Grand bassin
- Championnats d'Europe 2010 à Budapest ( Hongrie) :
  -  Médaille d'argent du 100 m brasse.
  -  Médaille de bronze du 50 m nage libre.
- Championnats d'Europe 2012 à Debrecen ( Hongrie) :
  -  Médaille d'argent du 100 m brasse.
- Championnats d'Europe 2014 à Berlin ( Allemagne) :
  -   Médaille d'argent du 50 m brasse.
  -   Médaille d'argent du 100 m brasse.
  -  Médaille d'argent au titre du relais 4 × 100 m quatre nages.
- Championnats d'Europe 2016 à Londres ( Royaume-Uni) :
  -   Médaille d'or du 50 m brasse.

Petit bassin
- Championnats d'Europe 2009 à Istanbul ( Turquie) :
  -  Médaille de bronze du 50 m dos.
- Championnats d'Europe 2013 à Herning ( Danemark) :
  -  Médaille de bronze au titre du relais 4 × 50 m quatre nages.